# 阿拉斯加俄语
阿拉斯加俄语是一种俄语方言，受爱斯基摩-阿留申语系語言的影响，出现于俄属美洲时期，後來通行于阿拉斯加的科迪亚克岛和尼爾奇克（基奈半島）。

## 次一級方言
截至2010年代，科迪亚克岛上的阿拉斯加俄语濒临灭绝，只有极少数年长者还会说。
尼爾奇克的阿拉斯加俄语相較於科迪亚克岛上的阿拉斯加俄语說的人更多，1847年尼爾奇克成立後，该次一級方言開始形成。